# Alcalalí
Alcalalí (en castillan et en valencien) est une commune d'Espagne de la province d'Alicante dans la Communauté valencienne. On trouve également en valencien la dénomination Alcanalí. La commune est située dans la comarque de la Marina Alta et dans la zone à prédominance linguistique valencienne.

## Géographie

Localisation d'Alcalalí
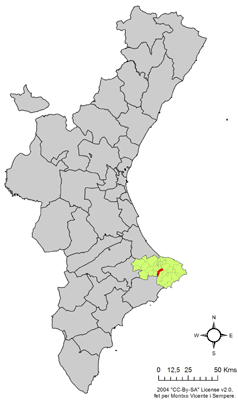
dans la Communauté valencienne.
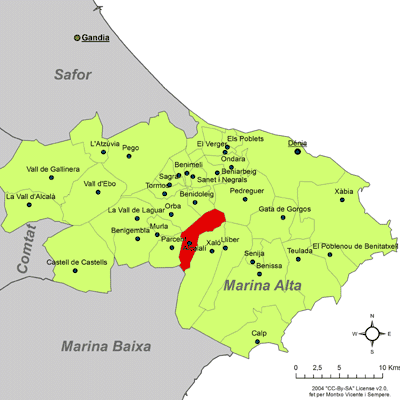
dans la comarque de la Marina Alta.

## Personnalité
- François Tomas Serer (1911 - 1936), un prêtre membre du tiers-ordre capucin, martyrs de la guerre d'Espagne, béatifié en 1992.

## Galerie

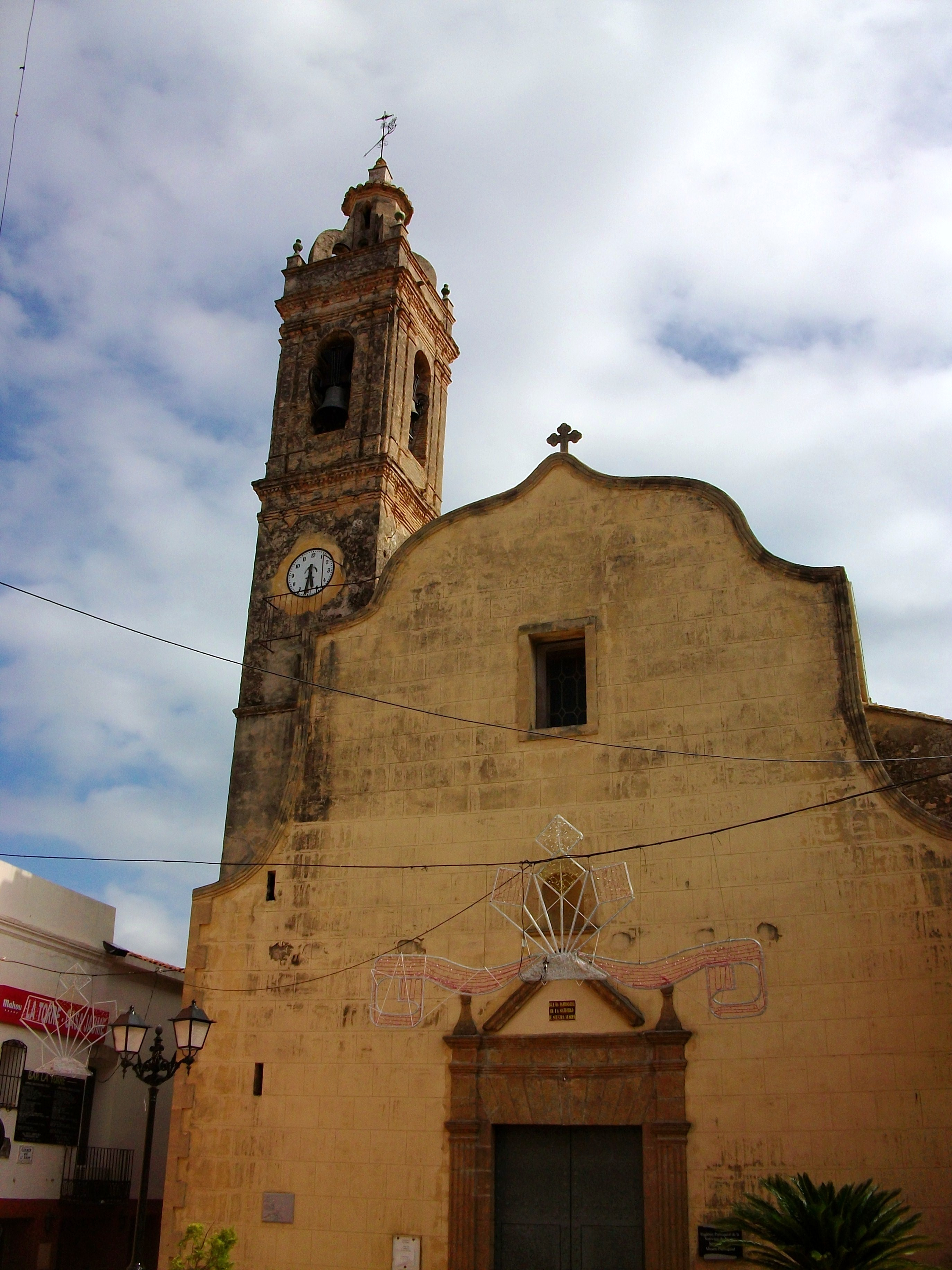
Église de la Nativité.
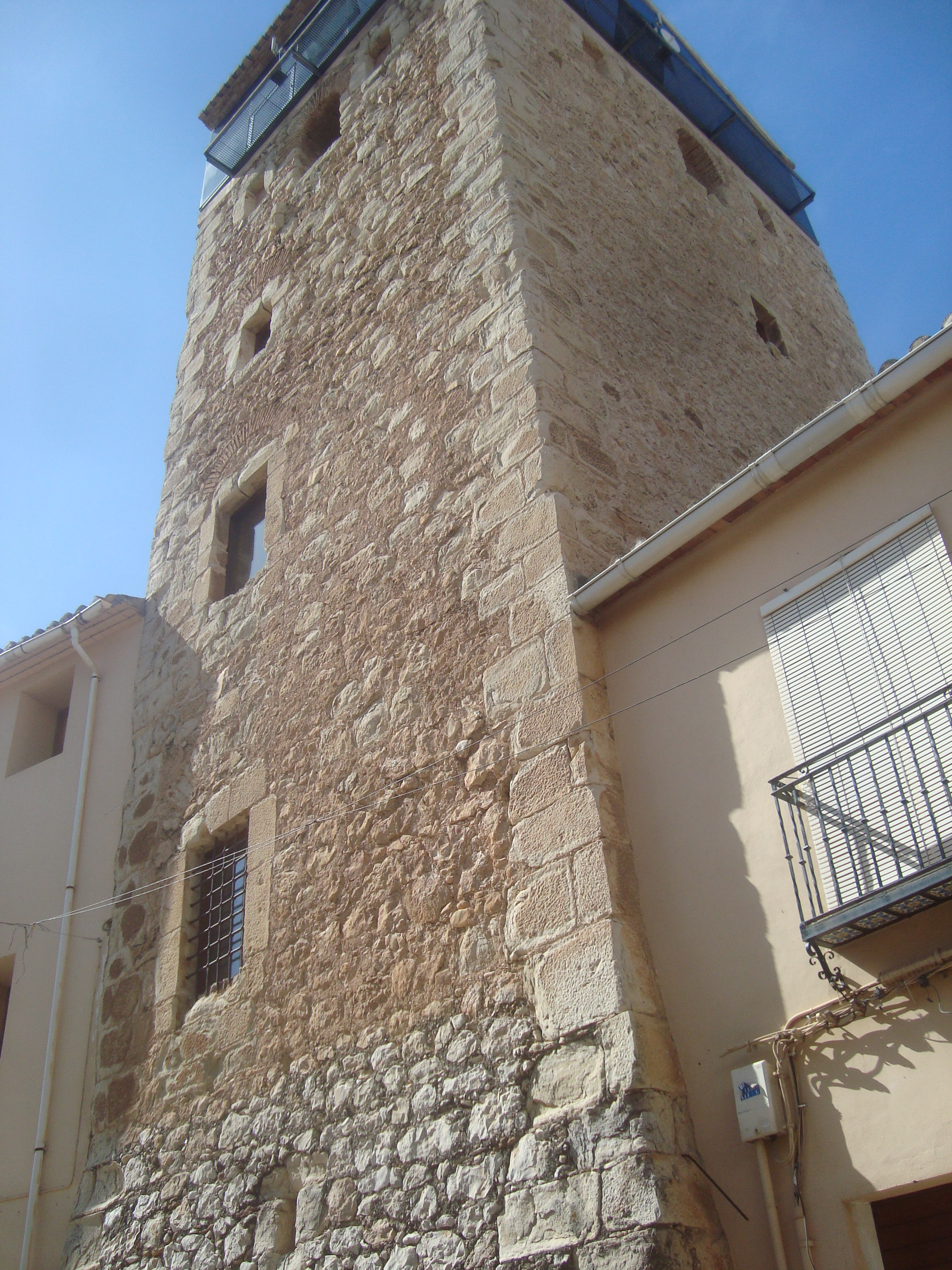
Tour médiévale.
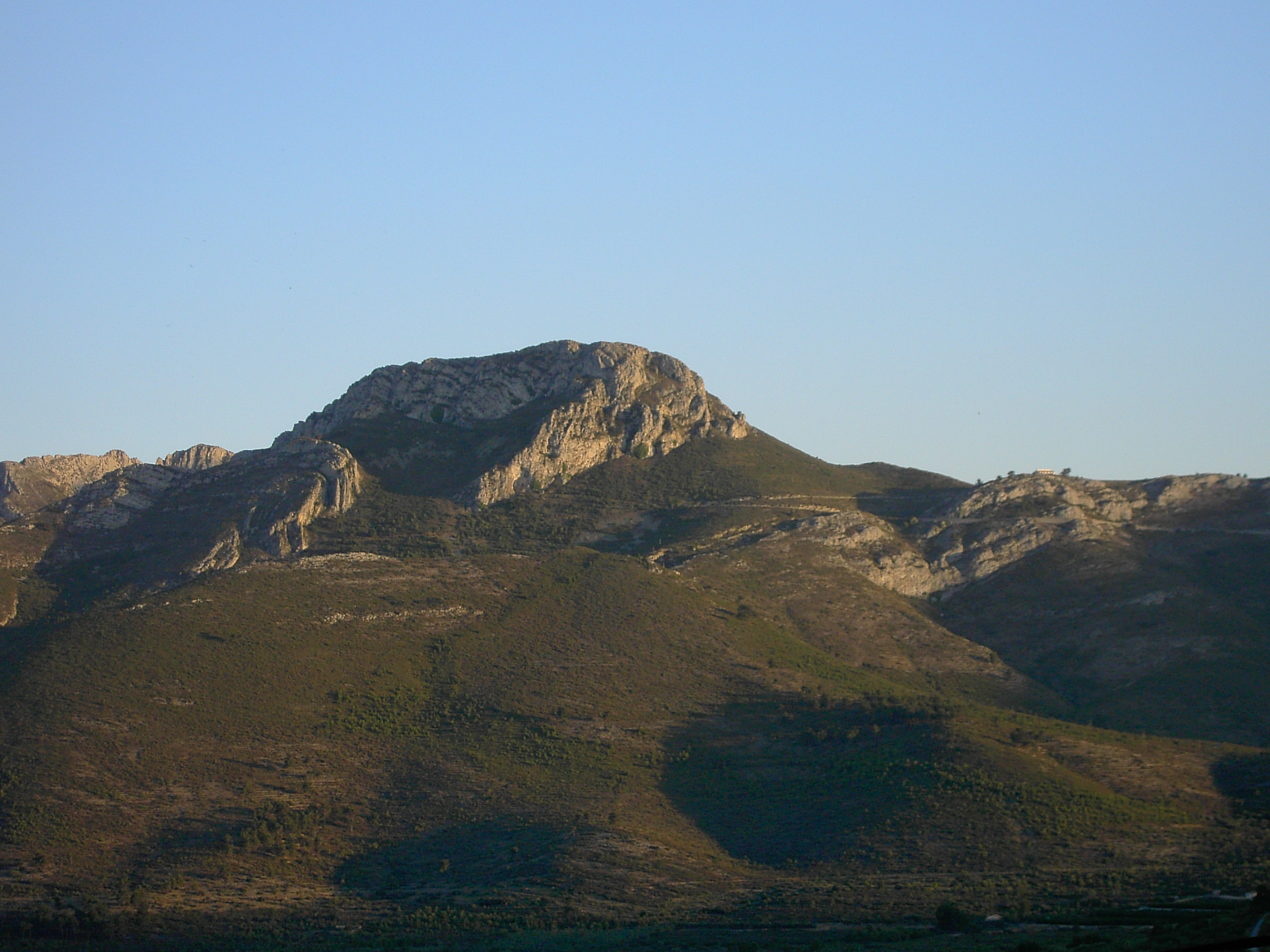
Le Coll de Rates.
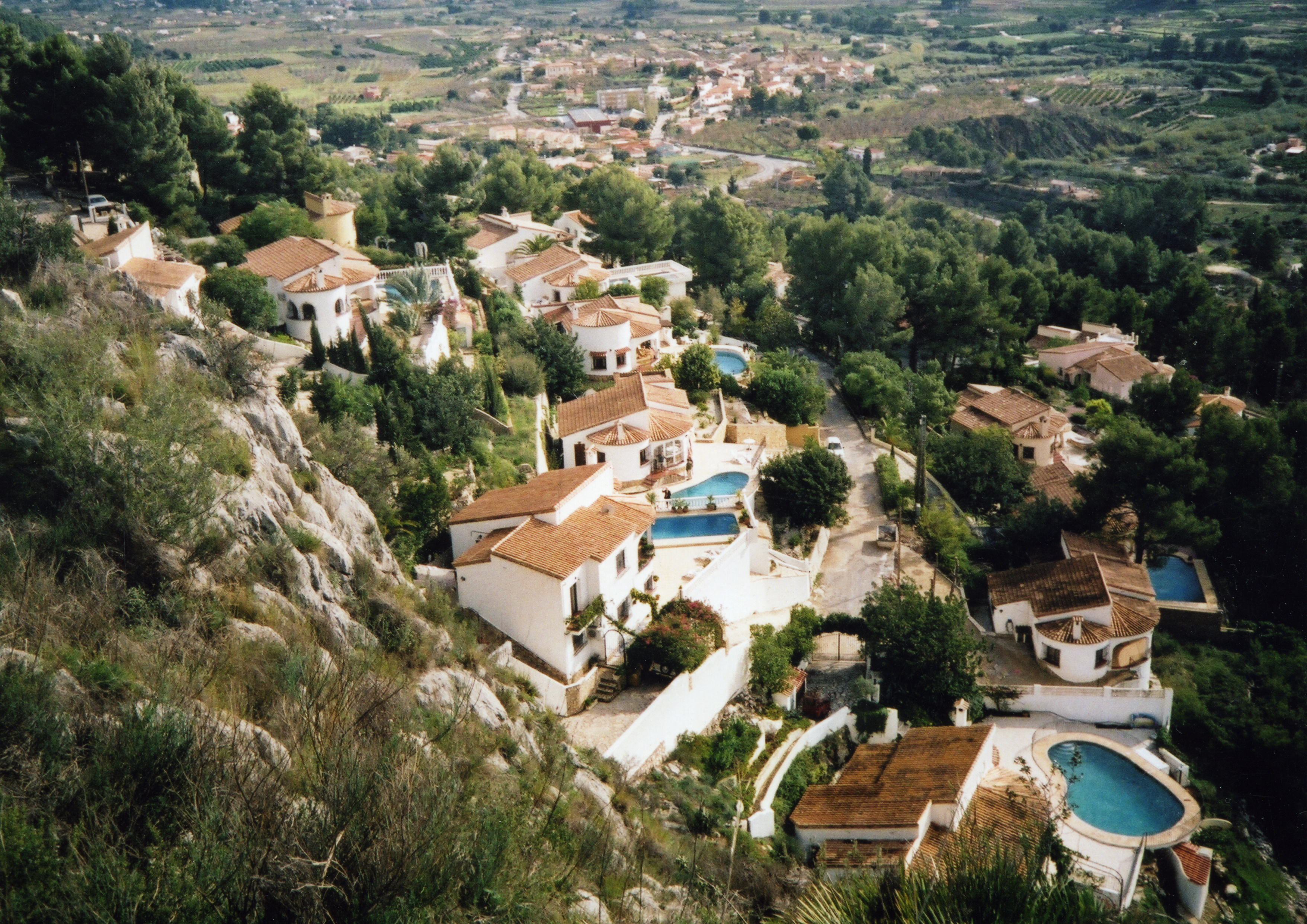
Vue aérienne des Solana Gardens.